# Mystrocneme albicorpus
Mystrocneme albicorpus är en fjärilsart som beskrevs av William James Kaye 1911. Mystrocneme albicorpus ingår i släktet Mystrocneme och familjen björnspinnare. Inga underarter finns listade i Catalogue of Life.